# Skarpnäcksvägen

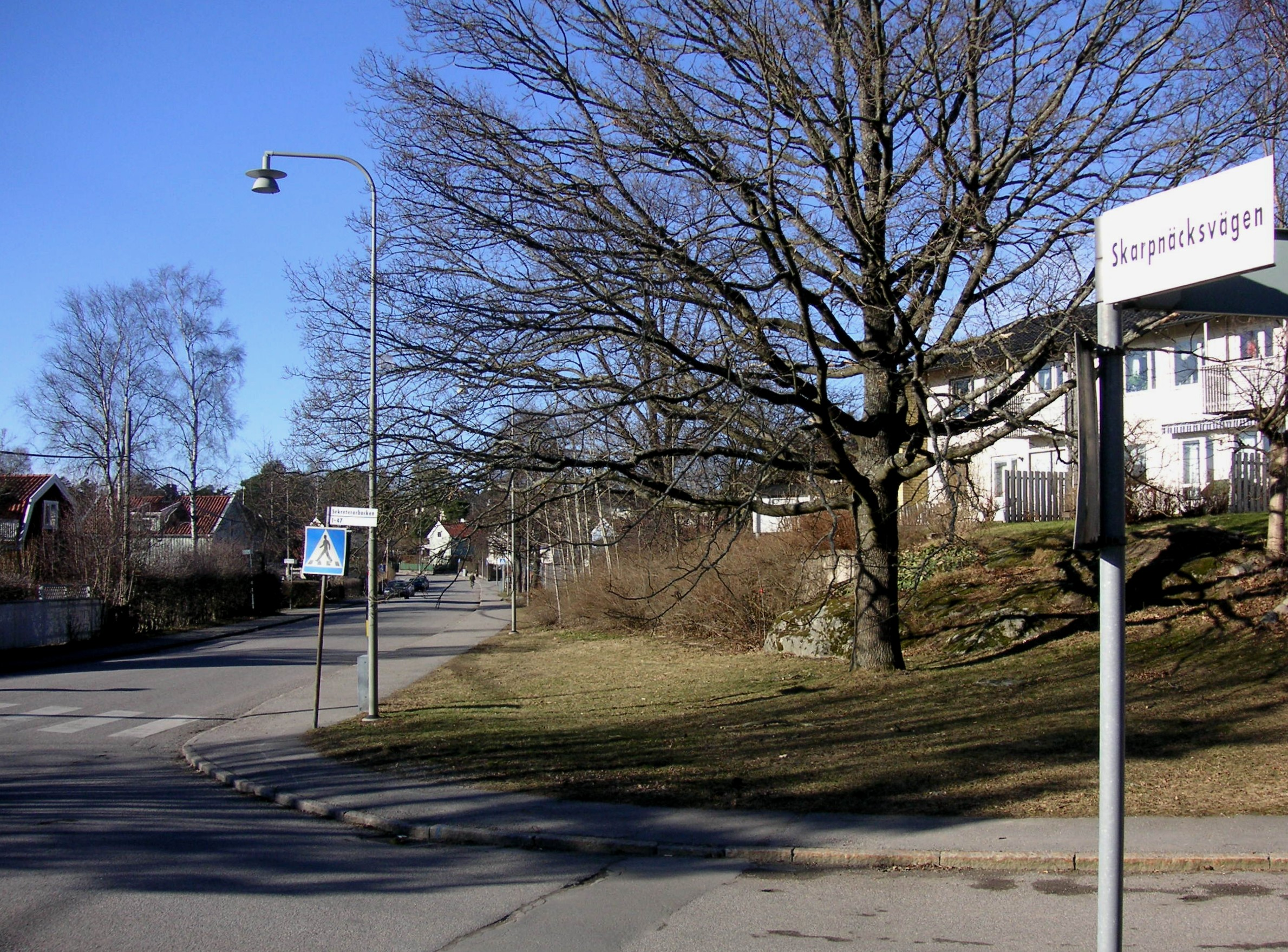
Skarpnäcksvägen mot väst, 2008.

Skarpnäcksvägen i stadsdelen Skarpnäcks gård, södra Stockholm går utmed norra delen av Skarpnäcksfältet mellan Gamla Tyresövägen och Skarpnäcks gård. Vägen har utgjort en del av den ursprungliga Tyresövägen och följer en uråldrig sträckning.

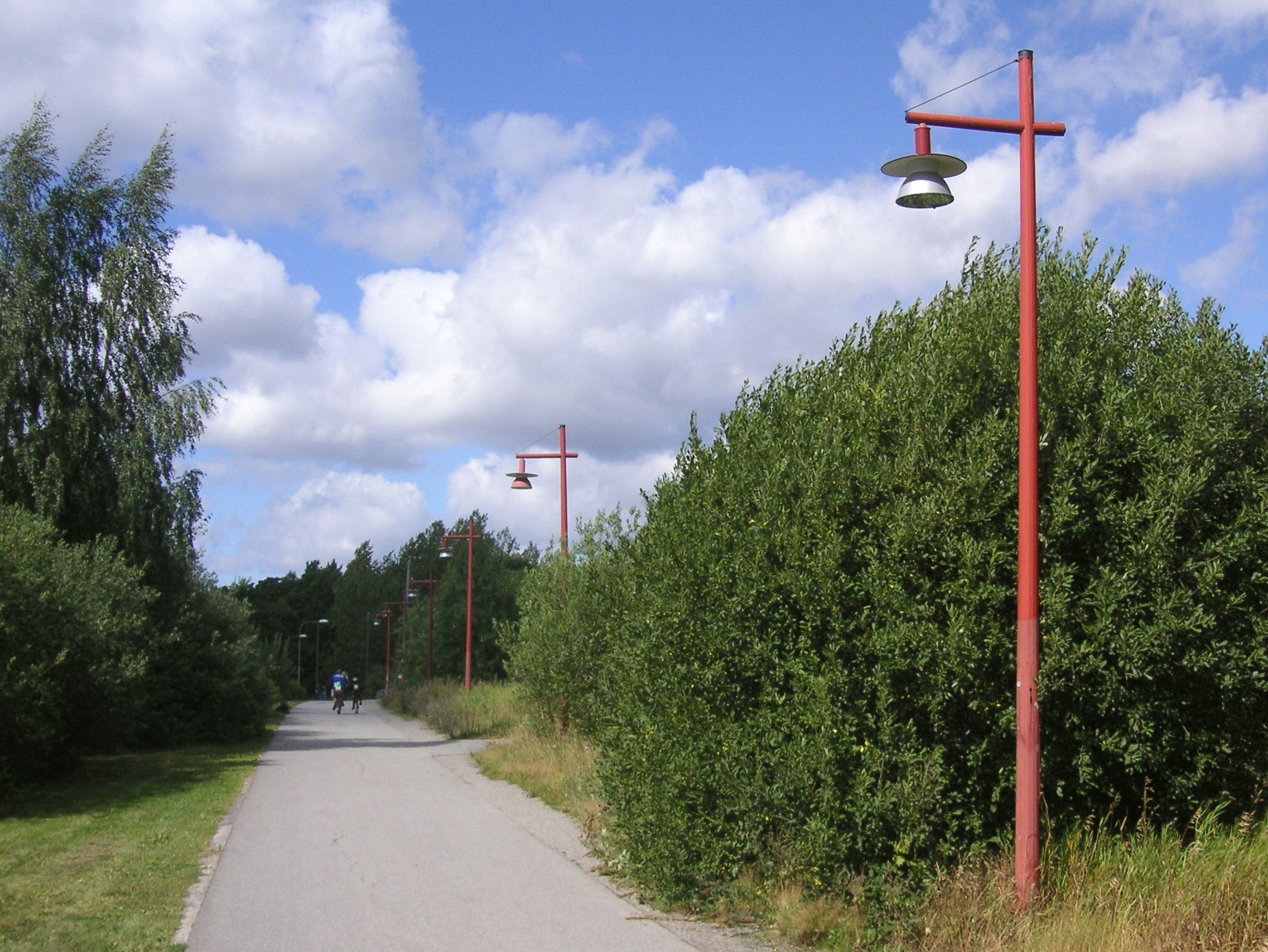
Vägens östra del.

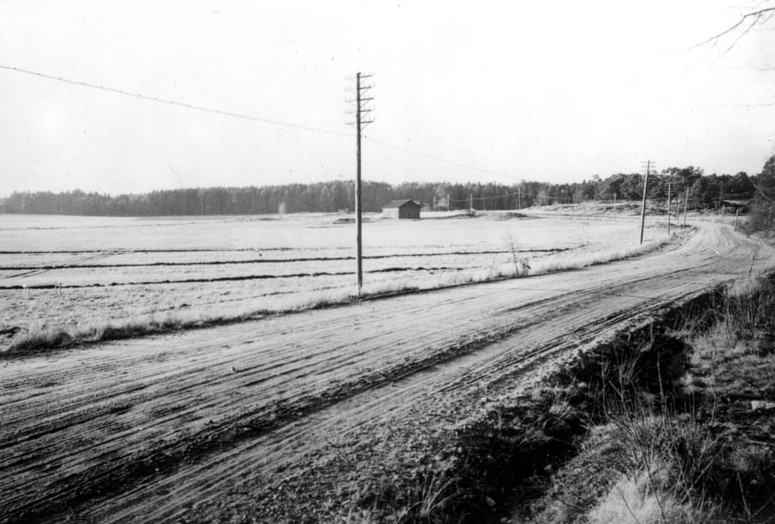
Vägen vid Pungpinan 1927.

Vägen fick sitt namn officiellt i slutet av 1920-talet då södra delen av nuvarande Gamla Tyresövägen blev huvudvägen till Tyresö. Skarpnäcksvägen användes dock fortsatt för genomfart, bland annat av bussarna till Tyresö och Vendelsö fram till slutet av 1960-talet. Vid motorsporttävlingarna på Skarpnäcksfältet var också vägen högfrekventerad då man utan inträde från vägen kunde se tävlingarna. 
Vid bebyggandet av Skarpnäcksfältet på 1980-talet stängdes vägen av och den östra delen är numera en gång och cykelväg, som utgörs av den gamla vägen där halva vägbanan skalats bort. Sträckan mellan stadsdelen Skarpnäcks gård och Tyresövägen blev då också omdöpt till Tätorpsvägen. Vid vägen ligger även två torp som ursprungligen lydde under godset Skarpnäcks gård: Pungpinetorpet och Bergholmstorpet.